# Catoptria acutangulellus
Catoptria acutangulellus är en fjärilsart som beskrevs av Herrich-Schäffer 1849. Catoptria acutangulellus ingår i släktet Catoptria och familjen Crambidae. Inga underarter finns listade i Catalogue of Life.